# Рудолф фон Дипхолц
Рудолф фон Дипхолц (на немски: Rudolf von Diepholz; * ок. 1390, Дипхолц; † 24 март 1455, Воленхове) е от 1423 до 1455 г. епископ на Утрехт и от 1454 до 1455 г. епископ на Оснабрюк.

## Произход и духовна кариера
Той е малкият син на Йохан II фон Дипхолц († 20 ноември 1422) и съпругата му графиня Кунигунда фон Олденбург, дъщеря на граф Конрад II фон Олденбург († 1401/1402) и Кунигунда.
От 1412 до 1436 г. Рудолф е каноник в катедралния капител Кьолн. През 1423 г. е избран за епископ на Утрехт, но папа Мартин V не признава този избор. През 1428 г. херцогът на Бургундия Филип III Добрия помага на Рудолф и папа Евгений IV го признава за епископ на Утрехт. През 1454 г. папата го прави администратор на Оснабрюк, но Рудолф умира малко след това.
Последван е през 1455 г. като епископ на Оснабрюк от племенник му Конрад III фон Дипхолц.